# مارکو اسپیتکا
مارکو اسپیتکا (آلمانی: Marko Spittka؛ زادهٔ ۲۲ آوریل ۱۹۷۱) جودوکار اهل آلمان بود.
وی در مسابقات کشوری و بین‌المللی در مجموع برندهٔ ۲ مدال نقره، ۱ مدال برنز شده‌است.